# Diablo II
Diablo II ist ein Action-Rollenspiel des US-amerikanischen Spielentwicklers Blizzard Entertainment und die Fortsetzung von Diablo. Das Computerspiel erschien 2000, ein Jahr später erfolgte die Veröffentlichung der Erweiterung Lord of Destruction. 2012 wurde der Nachfolger Diablo III veröffentlicht.
Am 19. Februar 2021 gab Blizzard bekannt, dass ein grafisch und akustisch überarbeitetes Remaster unter dem Titel Diablo 2: Resurrected für PC und Konsolen (PlayStation 4/PlayStation 5, Xbox One/Xbox Series und Nintendo Switch) erscheinen sollte. Diablo 2: Resurrected erschien am 23. September 2021.

## Einleitung
Diablo II knüpft an die Handlung des Vorgängers an. Da Diablo im ersten Teil nicht endgültig vernichtet wurde, zieht man in Diablo II erneut (mit einem neuen Helden) los, um ihm und seinen Verbündeten das Handwerk zu legen. Mit Baal und Mephisto spielen zudem zwei weitere mächtige Dämonen eine bedeutende Rolle, die in dem Spiel Brüder Diablos sind. Die gesamte Handlung spielt in einer Sanktuario genannten Welt.
Das Spiel ist in vier Akte aufgeteilt, in denen jeweils sechs, bzw. im vierten Akt drei, Aufgaben (Quests) zu lösen sind, über die sich der Spieler einerseits verschiedene Belohnungen verdienen kann, andererseits aber auch die Handlung vorangetrieben wird. Am Ende eines jeden Aktes gilt es, einen besonders mächtigen Endgegner zu bezwingen. Zudem gilt es als Gesamthandlung die drei Brüder dauerhaft zu besiegen. Jeder der drei Brüder wird darüber hinaus durch einen Seelenstein repräsentiert, den es im Verlauf der Handlung zu zerstören gilt.
Die Geschichte wird einerseits von den NSCs, insbesondere Deckard Cain und dem Erzengel Tyrael, zum anderen aber auch in den Videos, die zwischen den Akten abgespielt werden, weiter erzählt. Zum Erscheinungstermin von Diablo II gehörten diese 3D-Animationen zu den künstlerisch hochwertigsten und aufwändigsten, die bis dahin als Bestandteil eines Computerspiels veröffentlicht wurden. Die fünf Videos sind zusammen über 21 Minuten lang und werden im Akt V von Lord of Destruction durch zwei weitere Videos fortgesetzt und um sechs Minuten erweitert.

## Handlung
Die Handlung beginnt zunächst in einer Irrenanstalt. Eine dunkle Figur mit Kutte betritt die Zelle von Marius und setzt sich vor ein Fenster. Marius scheint in seinem Besucher den Erzengel Tyrael zu erkennen und beginnt ihm seine Geschichte zu erzählen, die Geschichte des „dunklen Wanderers“. Dieser betrat eines Abends ein Wirtshaus, in dem sich Marius aufhielt und schien Dämonen in sich zu tragen, die er nur schwer unter Kontrolle halten kann. Schließlich brechen die Dämonen hervor und vernichten das Wirtshaus. Marius hat das Gefühl, dass er dem Wanderer folgen sollte und verlässt ebenso das Wirtshaus.

### Akt I – Lager der Jägerinnen
Nach dieser Einführung beginnt das eigentliche Spiel im Lager der Jägerinnen in einer sumpfigen Wald- und Wiesenlandschaft. Warriv, der Händler, steckt hier mit seiner Karawane fest und bittet den Spieler um seine Hilfe. Dieser muss aber zunächst das Vertrauen der Jägerinnen gewinnen. Akara bittet den Helden eine nahe Höhle zu säubern und er erhält von Kashya, der Anführerin, den Auftrag eine abtrünnige Jägerin, Blutrabe, zu töten. Da der Held nun im Ansehen gestiegen ist enthüllt Akara, dass Deckard Cain (bekannt aus dem ersten Diablo) auch nach der Zerstörung Tristrams noch am Leben sein müsse. Sie bittet den Helden ihn zu retten. Da Tristram nicht über den Landweg zu erreichen ist, muss der Spieler über Umwege ein Portal öffnen und kann den letzten der Horadrim retten, der fortan kostenfrei Gegenstände für den Spieler identifiziert. Nun ist es an der Zeit das Kloster, aus dem die Jägerinnen fliehen mussten, zu infiltrieren. Neben einem magischen Hammer findet sich auch Andariel, die Tochter der Qual und eines der niederen Übel der Hölle, in den Katakomben unter dem Kloster. Der Held kann sie schließlich besiegen und somit ist der Weg nach Osten wieder frei.

### Akt II – Lut Gholein
Der Spieler erfährt, dass Marius und der Wanderer gemeinsam in einem unbarmherzigen Marsch die Wüste durchquert hatten und schließlich die große Hafenstadt Lut Gholein erreicht haben. Der Wanderer erzählt Marius, dass er dort einen seiner Brüder befreien müsse. Marius träumt vom Magier Tal Rasha, der dort den Dämon Baal in seinem eigenen Körper gefangen hält, mit dem er für alle Ewigkeit ringen würde.
Als der Held dort eintrifft muss er ein untotes Monster namens Radament zur Strecke bringen, das durch die Präsenz des Wanderers aufgeschreckt wurde. Er findet dabei eine alte Horadrim-Rolle, in der ein Würfel und ein Stab der alten Magiergilde erwähnt wird. Deckard Cain dringt darauf, diese Gegenstände zu finden, denn der Würfel ist ein magisches Werkzeug um Gegenstände zu verändern (Crafting-System) und der Stab öffnet die Versiegelung von Tal Rashas verborgenem Grab. Der Fürst der Stadt Jerhyn bittet den Helden sich der Monster in den Kellern seines Palastes anzunehmen. So findet der Spieler ein Portal, das ihn zur geheimen Zuflucht von Horazon bringt, einem Ort zwischen den Welten, in dem sich der entscheidende Hinweis auf die Position des Grabes befindet. Im Tal der Magier angekommen kann der Held mit Hilfe des Horadrim-Stabes die Grabkammer öffnen und trifft dort auf Duriel, einem weiteren der niederen Übel. Nach dem Sieg über Duriel stößt der Held erstmals auf den Erzengel Tyrael, der Baal zusammen mit Tal Rasha hier eingekerkert hatte. Er bittet den Helden weiter nach Osten zu reisen, um Diablo und Baal daran zu hindern, die Welt in den Abgrund zu stürzen.

### Akt III – Kurast
Es wird klar, dass Marius letztendlich dafür verantwortlich war, dass Baal seinem Gefängnis entkommen konnte. Er wurde von Tyrael ebenfalls nach Osten geschickt mit dem Auftrag das Tor zur Hölle zu durchqueren und Baals Seelenstein zu zerstören.
Jerhyn hat in der Abwesenheit des Heldens bereits seinen Weitertransport organisiert und so gelangt er mit Meshifes Schiff in den Hafen der großen Dschungelstadt Kurast. Der dunkle Wanderer ist bereits hier. Auch hier muss sich der Held zunächst Respekt verschaffen, in dem er beispielsweise ein verzaubertes Gidbinn-Messer aus dem Dschungel erobern muss, mit dessen Hilfe Ormus den Schutzzauber um die Docks erneuern kann. Deckard Cain erinnert den Helden daran, dass er nach Kurast gekommen ist, um Diablo und Baal zu folgen und auch den hier gefangenen Mephisto zerstören soll. Dazu braucht der Spieler einen Kultflegel, Khalims Wille, der wiederum in Teilen versteckt wurde. Endlich zusammengesetzt kann dieser, nachdem sich der Held bis ins obere Kurast und zum Tempel von Travincal vorgekämpft hat, die versiegelte Pforte zum Kerker des Hasses öffnen. Im untersten Level findet man schließlich – aber letztendlich zu spät – Mephisto, kann ihn besiegen und seinen Seelenstein an sich nehmen. Der Weg zur Hölle ist nun frei und man kann das Portal des Infernos betreten.

### Akt IV – Festung des Wahnsinns
In der Rückblende hat auch Marius Mephistos Rückzugsort gefunden. Auch der dunkle Wanderer und Tal Rasha sind dort. Diablo streift seine Gestalt als dunkler Wanderer ab und betritt wiedergeboren als Fürst der Hölle das Portal.
Der Spieler findet sich zunächst in der Festung des Wahnsinns wieder, der letzten Bastion des Himmels vor der Hölle. Auch Tyrael ist hier und berät den Helden, darf aber selbst nicht eingreifen. Zunächst soll der Spieler einen seiner Engel erlösen, Izual, der im Körper eines Dämons gefangen ist. Es sei an der Zeit ihn zu erlösen. Izual verrät dem Spieler, dass er es war, der den drei großen Übeln und Dämonen der Hölle das Geheimnis der Seelensteine verraten hatte und somit für alles verantwortlich ist. Der Held kämpft sich bis zur Höllenschmiede weiter. Hier kann er dem Höllenschmid Hephaistos den Hammer entreissen und auf dem Amboss Mephistos Seelenstein für immer zerstören. Am Ende des Flammenflusses wartet das Chaos-Sanktuarium auf den Helden. Der Held öffnet fünf Siegel, kämpft gegen gefährliche Diener des Höllenfürsten und beschwört so Diablo selbst auf das zentrale Pentagramm. Es gelingt dem Helden schließlich, den Fürst des Terrors zu besiegen, seinen Seelenstein an sich zu nehmen und diesen dann auch in der Höllenschmiede zu zerstören.
Im Epilog erzählt Marius, dass er nicht genug Mut hatte, das Portal zur Hölle zu durchschreiten. Er übergibt dem vermeintlichen Erzengel Tyrael den letzten Seelenstein, den er immer noch bei sich trug. Als Marius seinen Irrtum erkennt, dass er dem verkleideten Baal in Tal Rashas Gestalt den Seelenstein überlassen hat, wird er von diesem getötet. Baal verlässt das Irrenhaus, das hinter ihm in Flammen aufgeht.
Dies ist das Ende des Hauptspiels. An diesem Punkt knüpft die Handlung der Erweiterung Lord of Destruction an. In Diablo Immortal wird an die Ereignisse von Diablo II fünf Jahre danach angeknüpft.

## Spielprinzip
Das Spielprinzip unterscheidet sich in diversen Details vom ersten Teil, insbesondere wurde die Bedienung deutlich komfortabler. Der Charakter kann jetzt im gesamten Spiel rennen, was den gesamten Spielfluss wesentlich schneller macht und es gibt eine Kiste, in der man Gegenstände lagern kann. Weggefallen sind auffindbare Zaubersprüche, stattdessen werden diese wie die Fertigkeiten (Skills) im ersten Teil behandelt. Die Grafik ist noch immer 2D mit einer Auflösung von 640 × 480 Pixeln (800 × 600 Pixel mit der Erweiterung LoD). Die Spielwelt ist allerdings um ein Vielfaches größer und es gibt auch wesentlich mehr Variablen im Spiel zu bedenken. Der zweite Teil ist auch in lokalisierten Sprachversionen verfügbar.
Erfahrungspunkte erhält ein Charakter durch das Töten von Monstern. Jeweils bei einer bestimmten Punktzahl steigt der Spieler eine Stufe auf, wobei immer mehr Erfahrungspunkte für eine Stufe benötigt werden. Für den Sprung von Level 1 auf 2 werden nur 500 Punkte benötigt, für die höchste Charakterstufe im Spiel, Level 99, müssen insgesamt 3.520.485.254 Punkte gesammelt werden. Der von einem Monster erhaltene Wert an Erfahrungspunkten hängt sowohl von der Stufe des Charakters wie auch von der des Monsters ab. Nur, wenn beide weitgehend gleich sind, bekommt der Charakter die optimale Punktzahl, bei einer Abweichung von mehr als 10 Stufen werden hingegen deutlich weniger Punkte erteilt, oft sogar nur 5 % der maximalen Erfahrung. Dies gilt auch, wenn das Monster eine höhere Stufe hat als der Spielcharakter, um zu verhindern, dass ein Charakter einfach mit wesentlich stärkeren Charakteren mitläuft und durch die Punkte der von diesen getöteten Monstern sehr schnell aufsteigt. Das ganze ist im Groben darauf ausgelegt, dass der Spieler 15 Stufen im ersten Akt und danach je etwa 5 Stufen in einem Akt verweilt. Ab Stufe 70 wird der Aufstieg zusätzlich deutlich verlangsamt.
Jedes Mal, wenn der Charakter eine Stufe aufsteigt, bekommt der Spieler fünf Statuspunkte, die er auf Stärke, Geschicklichkeit, Vitalität und Energie (Mana) verteilen kann. Außerdem erhält er einen Fertigkeitenpunkt, welchen er auf verschiedene charakterspezifische Fertigkeiten verteilen kann. Diese steigern die Wirkung von Angriffen oder sind selbst Kampfzauber. Viele der Fähigkeiten werden jedoch erst im weiteren Verlauf freigeschaltet oder hängen von anderen ab. Erst mit Stufe 30 kann theoretisch jede erlernbare Fertigkeit trainiert werden. In einigen Quests gibt es darüber hinaus ebenfalls Status- und Fertigkeitenpunkte zu gewinnen.
Von der Stärke hängt zum einen ab, welche Waffen und Rüstungen der Charakter tragen kann, zum anderen erhöht sie bei vielen Waffenarten den Schaden. Die Geschicklichkeit beeinflusst den Angriffswert, nach dem ermittelt wird, mit welcher Wahrscheinlichkeit der Charakter einen Gegner trifft und (mit der Erweiterung) die Block-Wahrscheinlichkeit eines Schildes. Ersteres ist auf 95 %, letzteres auf 75 % nach oben begrenzt. Auch die Wahrscheinlichkeit, mit der ein Gegner den Charakter trifft, hängt sehr schwach von der Geschicklichkeit ab. Die Vitalität erhöht die Lebens- und Ausdauerpunkte des Charakters, die Energie die Mana-Punkte.
Der Spieler muss bei den verschiedenen Eigenschaften und Fähigkeiten stets abwägen, welche er verbessern will, bei den Gegenständen oft sogar Verschlechterungen weniger wichtiger Eigenschaften hinnehmen. Hierdurch ist jeder Charakter individuell. So sind von Anfängern aufgebaute Charaktere oftmals zwar in der Lage einen großen Schaden zu überleben; ein gut ausgebauter Charakter jedoch erleidet gar nicht erst einen Schaden, da er mit einer weitaus größeren Wahrscheinlichkeit dem Gegner ausweichen oder seinen Schaden mit dem Schild abblocken kann. Auch müssen die Eigenschaften zur Charakterklasse passen, so bringt es einem Barbaren, der für seine Angriffe einen geringen Mana-Bedarf (meist 2 Punkte pro Schlag) hat, nichts, wenn er einen riesigen Mana-Vorrat auf Kosten anderer Fähigkeiten hat. Ein einfacher Zauber, der pro Treffer eine geringe Zahl Mana-Punkte regeneriert ist hier viel effektiver.
Gespeichert wird in Diablo II nicht mehr das eigentliche Spiel, sondern nur der Status der gelösten Quests und die bereits gefundenen Wegpunkte und natürlich der Charakter inklusive seiner Ausrüstung. Hierdurch kann das Spiel beliebig oft durchgespielt werden. Zudem gibt es drei Schwierigkeitsgrade (Normal, Alptraum und Hölle), von denen jeder erst verfügbar ist, wenn der niedrigere durchgespielt wurde.

### Charakterklassen
Während im ersten Teil nur zwischen drei Charakterklassen gewählt werden kann, sind es in Diablo II fünf Charakterklassen: Amazone, Barbar, Zauberin, Paladin und Totenbeschwörer. In der Erweiterung kommen mit der Assassine und dem Druiden zwei weitere hinzu.
- Die Amazone ähnelt der Jägerin aus Diablo 1. Im Gegensatz zu dieser kann sie aber nicht nur mit Pfeil und Bogen, sondern auch mit Speeren, Wurfspießen oder einer Armbrust umgehen. Dazu gibt es einige Fertigkeiten, die die Wirkung der Waffen verstärken, besonders zu nennen sind hierbei die Eis-Fertigkeiten für den Bogen, durch die getroffene Gegner erstarren, sowie die Blitzfertigkeiten für die Wurfspeere, die enormen Schaden an Gegnermassen anrichten können. Davon abgesehen verfügt die Amazone über Fertigkeiten, die Feuerschaden oder Giftschaden verursachen, und über verschiedene physische Angriffe. Zusätzlich ist es der Amazone möglich, durch passive Fertigkeiten Angriffen auszuweichen, kritischen Schaden zu verursachen und Pfeile durch Gegner hindurch schießen zu lassen, um mehrere Gegner in einer Reihe zu verletzen.

- Der Barbar ist in erster Linie ein Nahkämpfer. Kampfzauber kennt er kaum, er besitzt jedoch einige magische Fähigkeiten, um die Wirkung seiner Angriffe deutlich zu erhöhen und dabei die eigene Verteidigung zu stärken. Auch kann er zwei Waffen zugleich tragen. Dazu kommen Kampfschreie, die die Lebens- und Verteidigungswerte sowie die Skilllevel zeitlich befristet steigern. Gegner, die gegen physischen Schaden immun sind, sind für einen Barbaren deutlich schwerer zu überwinden; es gibt hierfür nur eine Angriffsfertigkeit, die zwar einen immensen nicht-physischen Schaden verursacht, gleichzeitig senkt sie aber auch die Verteidigung.

- Die Zauberin ist das Gegenstück zum Barbaren. Sie kann mit ihren sehr mächtigen elementaren Zaubern nicht nur einzelne Gegner, sondern auch ganze Flächen angreifen. Sie bedient sich hierzu der drei Elemente Eis, Feuer und Blitz. Durch die Fertigkeit Teleport ist die Zauberin dazu in der Lage, große Distanzen schneller zu überwinden als jeder andere Charakter. Eine weitere Besonderheit ist die Fertigkeit Verzaubern, mit der die Zauberin die Angriffe verbündeter Charaktere deutlich verstärken kann. Sie kann Verzaubern auch auf sich selbst wirken, sodass es möglich ist eine Zauberin im Nahkampf zu spielen.

- Der Paladin ist ein Nahkämpfer mit magischen Fähigkeiten und Auren, die seine Fähigkeiten und die seiner Helfer und Mitspieler um ein Vielfaches verbessern können. Er ist daher der perfekte Charakter für das Zusammenspiel im Team. Beispielsweise erhöht die Fanatismus-Aura den physischen Schaden, die Angriffsgeschwindigkeit und die Trefferchance zugleich, sodass beispielsweise Amazonen und Barbaren sehr stark von ihm profitieren. Andere Auren verursachen einen Schaden an allen Gegnern in der Nähe des Paladins oder heilen ihn und seine Mitspieler.

- Der Totenbeschwörer kann besiegte Gegner als Skelettkrieger oder auch in ihrer ursprünglichen Form wieder auferstehen lassen. Hierbei kann er eine riesige Schar an Helfern um sich sammeln, was das Spiel mit einem Totenbeschwörer nicht selten unübersichtlich macht. Ein Totenbeschwörer ist hierfür auf Leichen angewiesen, um Kreaturen zu beschwören, was das Zusammenspiel mit anderen Charakteren teilweise erschwert. Beispielsweise hinterlassen Gegner, die durch Kälteschaden getötet wurden, oft keine Leiche, und auch andere Charaktere verfügen über Fertigkeiten, die Leichen verwerten, wie die Rücknahme-Aura oder die Aasranke des Druiden. Ein Totenbeschwörer ist allerdings nicht auf seine Diener angewiesen, er kann mittels Gift- und Knochenzaubern auch selbst angreifen. Zusätzlich hat er die Möglichkeit, die Gegner zu verfluchen, so dass diese beispielsweise mehr Schaden erleiden oder nicht mehr den Spieler angreifen.

Für jede der fünf Charakterklassen existieren drei verschiedene Fertigkeitenbäume mit jeweils zehn Fertigkeiten, also insgesamt 30 verschiedene Fertigkeiten. Da bestimmte hochstufige Fähigkeiten effizienter sind als andere, gehört das sinnvolle Aufteilen von Fertigkeitenpunkten zu einem der wichtigsten Erfolgsfaktoren in Diablo II.

### Gegenstände
Ein weiteres entscheidendes Merkmal sind unzählige Gegenstände, mit denen der Charakter ausgestattet werden kann. Im Laufe des Spiels findet der Charakter immer mächtigere Gegenstände, die teilweise durch magische Fähigkeiten zusätzlich verbessert wurden. Mögliche solcher Verbesserungen sind erhöhte Eigenschafts-Werte, neben den vier Grundeigenschaften vor allem Widerständen gegen physischen Schaden sowie Gift-, Feuer-, Blitz- und Kälteschaden, erhöhte Werte für Ausdauer, Lebensenergie oder Mana und ein gesteigerter Angriffswert in unterschiedlichster Ausprägung. Darüber hinaus gibt es Steigerungen auf eine, einige oder alle Fähigkeiten, zumeist klassenspezifisch. Dazu kommen trickreiche Verbesserungen wie etwa Schaden geht auf Mana, Angreifer erleidet Schaden, Mana/Leben regeneriert bei Volltreffer oder auch bei Angriffen oder Verteidigungen zufällig entstehende Angriffszauber.
Die Gegenstände sind eine Waffe, ein Schild (beim Barbaren optional auch zwei Waffen), eine Rüstung, ein Helm, Handschuhe und Schuhe. Dazu kommt ein Gürtel, an den auch die vier im Schnellzugriff verfügbaren Tränke gebunden sind, zwei Ringe und ein Amulett. Darüber hinaus besitzt der Charakter ein relativ eng bemessenes Inventar, in dem er gefundene Gegenstände tragen kann, deren magische Fähigkeiten wirken sich jedoch nicht aus. Von jeder Gegenstandsart gibt es eine ganze Reihe verschiedener Gegenstände, die jeweils nur die ungefähren Basiswerte darstellen und in zwei Mächtigkeitsstufen, Normal und Exceptional, existieren. Dabei ist selbst ein eigentlich schlechter Exceptional-Gegenstand besser als ein guter Normaler. Hierdurch können auch auf höheren Schwierigkeitsgraden noch bessere Gegenstände gefunden werden, jedoch sind diese vergleichsweise seltener gegenüber immer mehr „Schund“.
Normale magische Gegenstände (im Spiel blau gekennzeichnet) besitzen ein oder zwei magische Verbesserungen, die sich, ebenso wie ihre Ausprägung, aus dem Namen des Gegenstandes ableiten. Hier gibt es allerdings auch Ausnahmen, insbesondere Gegenstände für zaubernde Charaktere können deren Fertigkeiten erhöhen oder zusätzlich andere nützliche Eigenschaften besitzen. Wenn der Charakter einen Gegenstand findet, kann er jedoch zunächst nur die Art erkennen. Welche Verbesserungen dieser besitzt, muss erst identifiziert werden, was wahlweise über auffindbare beziehungsweise erwerbbare Zauber-Schriftrollen oder alternativ durch den Nicht-Spieler-Charakter Deckard Cain möglich ist.
Sogenannte Rare Items (seltene Gegenstände, gelb gekennzeichnet) sind wesentlich seltener und können bis zu sechs Verbesserungen besitzen. Hier lässt sich aus dem Namen nichts ableiten, es können sogar zwei völlig verschiedene Gegenstände den gleichen Namen tragen. Sehr ähnlich sind die Crafted Items (orange gekennzeichnet), die sich in der Erweiterung mittels des Horadrim-Würfels sowie jeweils einem perfekten Edelstein, einem Juwel und einer Rune erzeugen lassen.
Unique Items (einmalige Gegenstände, gold gekennzeichnet), die in jedem Spiel nur einmal erzeugt werden können, besitzen einen speziellen Namen und oftmals sehr mächtige und zahlreiche Verbesserungen. Zu diesen zählen auch die für das Lösen der Quests erforderlichen Gegenstände, wobei diese bei den Händlern im Gegensatz zu sonstigen Uniques nicht verkauft werden können.
Ebenfalls sehr selten sind die grün gekennzeichneten Set-Gegenstände. Diese sind für sich oft nur von eher mäßigem Nutzen, besitzen jedoch, wenn das komplette Set getragen wird sehr mächtige Fähigkeiten. Seit Patch 1.10 ergibt sich ein Teil der zusätzlichen Fähigkeiten bereits bei nur zwei Gegenständen. Ein Beispiel hierfür ist das Set Himmlische Hüllen, welches unter anderem aus einem Ring, der selbst erst einmal nur 20 Lebenspunkte bringt sowie die Regeneration der Lebensenergie beschleunigt, und einer eher schwachen Rüstung besteht. Trägt der Charakter jedoch beide Gegenstände zusammen, ergibt sich für die Rüstung ein Verteidigungswert, wie er sonst erst etwa in der Mitte des Spieldurchlaufes auf dem Schwierigkeitsgrad „Albtraum“ gefunden werden kann. Der Ring erhöht in diesem Falle den Angriffswert um 12 Punkte pro Charakter-Level. Außerdem erhöht sich jetzt die Geschicklichkeit um 10 Punkte. Fügt man nun noch das zum Set gehörige Amulett, welches selbst 20 % des Schadens auf Mana umlenkt, hinzu, gewinnt der Charakter 50 Mana-Punkte (vom Amulett), alle Fertigkeiten-Punkte steigen um eins (ebenso), der Feuer-Widerstand steigt um 50 % (Rüstung) und die Chance einen Magischen Gegenstand zu finden steigt um 50 % (Ring). Zudem gehört zu dem Set noch ein alleine eher schwacher Säbel mit einem Schaden von 3–8 Punkten und einem um 75 Punkte erhöhten Angriffswert. Im kompletten Set steigt der Schaden um 75 % und die Angriffsgeschwindigkeit der ohnehin schon schnellen Waffe steigt um 30 %, so dass ein Großteil des geringen Schadens wieder ausgeglichen ist.
Einige Gegenstände verfügen über Sockel, mit denen diesen Edelsteine und in der Erweiterung auch Runen und Juwelen hinzugefügt werden können. Diese Gegenstände sind im Spiel grau gekennzeichnet, da sie ansonsten normale Gegenstände sind. Insgesamt gibt es sechs verschiedene Edelsteine und von diesen wiederum fünf Qualitätsstufen, zusätzlich gibt es Schädel, ebenfalls in fünf Qualitätsstufen. Die Art des Edelsteins entscheidet über die Art der Verbesserung, die mit ihm möglich ist; die Qualität über deren Stärke.
Im zweiten Akt erhält der Charakter den Horadrim-Würfel, einen Zauberwürfel, in dem verschiedene Gegenstände umgewandelt werden können. Meist – so auch für die Haupt-Quests des zweiten und dritten Aktes – muss man eine ganze Gruppe von Gegenständen hineinlegen, um einen mächtigeren Gegenstand zu erhalten. Beispielsweise lassen sich über diesen Würfel Starke Regenerationstränke erzeugen, die die Werte für Lebensenergie und Mana sofort komplett regenerieren. Hierzu werden entweder drei normale Regenerationstränke oder je drei Heil- und Mana-Tränke sowie ein normaler Edelstein in den Würfel gelegt und die Umwandlung ausgelöst. Bei hohen Werten ist dies der einzige Weg, diese mit nur einem Trank zu regenerieren. Zudem wirken Regenerationstränke sofort, wogegen normale Heil- und Manatränke nur nach und nach – im Kampf mit sehr mächtigen Monstern womöglich zu langsam – regenerieren. Ein weiteres Beispiel ist die Möglichkeit, aus je einem der sechs perfekten Edelsteine und einem beliebigen Amulett ein Amulett zu erzeugen, das sämtliche Widerstandswerte um 16 bis 20 Punkte erhöht. Der wohl wichtigste Zweck ist die Möglichkeit, aus je drei identischen Edelsteinen einen einer höheren Qualität zu erzeugen. Hierdurch haben die Massen an Edelsteinen, die man im Spiel findet, einen Nutzen – aus 81 lädierten kann ein perfekter entstehen; eine durchaus erfüllbare Aufgabe, noch bevor man am Ende des vierten Aktes bei Diablo angekommen ist. Nicht zuletzt ist der Würfel, den man als einzigen Quest-Gegenstand in den höheren Schwierigkeitsgraden nicht erneut sammeln muss, eine kleine Erweiterung des Inventars.

### Söldner
Im Verlauf des Spiels kann der Charakter einen Söldner als Unterstützung anheuern. Hierbei handelt es sich um einen KI-gesteuerten Charakter, der dem Hauptcharakter durch das Spiel folgt. Söldner können einem als Belohnung für eine erfüllte Aufgabe kostenlos folgen, man kann sie aber auch für Gold erwerben. Mit der Erweiterung können die Söldner mit einer Ausrüstung versehen werden, die jedoch nur aus Waffe, Schild, Rüstung und Helm besteht. Außerdem folgen sie dem Charakter auch, wenn er den Akt wechselt. Dazu können sie nach ihrem Tod wiederbelebt werden.
- Bereits mit dem Lösen des zweiten Quests bekommt der Spieler eine Jägerin zur Seite. Der Charakter ähnelt einer Amazone und besitzt wie diese die Fähigkeiten „innere Sicht“ und wahlweise „Feuerpfeil“ und „Eispfeil“. Letzterer Söldnertyp ist dabei deutlich teurer, aber auch effektiver. Im Gegensatz zu einer Amazone kann die Jägerin ausschließlich mit einem Bogen kämpfen, klassenspezifische Gegenstände sind ebenso nicht möglich.

- Im zweiten Akt kann man sich einen Wüstensohn, einen Stangenkämpfer anheuern, der wie ein Paladin offensive oder defensive Auren besitzt. Welche Aura der Söldner einsetzt ist davon abhängig, welchen der drei vorhandenen Arten von Söldner man erwirbt und in welchem Schwierigkeitsgrad man dies tut: Man unterscheidet zwischen „Kampf“, „offensiv“ und „defensiv“. Als Angriff verwendet er eine abgeänderte Version der Fähigkeit "Stoß". Besonders bei diesem Charakter zeigen sich die Schwächen der KI, da sich der vergleichsweise schwache Charakter in jeden Kampf einmischt, statt in sicherer Entfernung durch seine Auren zu helfen. Als einziger Söldner hat er auf dem Schwierigkeitsgrad Albtraum erworben andere Fähigkeiten als auf Normal und Hölle.

- Im dritten Akt gibt es die Eisenwölfe, Magier, die wahlweise drei Eis-, zwei Feuer- oder zwei Blitz-Zauber einsetzen, im weiteren Spielverlauf immer häufiger den stärkeren. Als Waffen verwenden sie Einhandschwerter und können zusätzlich mit Schilden ausgerüstet werden.

- In der Erweiterung kann man einen Barbaren, der auch klassenspezifische Gegenstände tragen kann, anheuern. Als Waffe kann er entweder ein Einhandschwert oder ein Zweihandschwert verwenden. Seine Kampfzauber sind jedoch auf eher schwache beschränkt, so dass sich der Schaden in Grenzen hält.

Söldner verbrauchen weder Ausdauer noch Mana. Die Haltbarkeit ihrer Ausrüstung verringert sich auch nicht, weshalb man bei ätherischen Gegenständen nicht befürchten muss, dass die Haltbarkeit auf Null sinkt und der Gegenstand dadurch unbrauchbar wird. Eine weitere Besonderheit des Söldners ist, dass sich seine Lebensenergie langsam wieder auffüllt.
Zu beachten ist aber, dass Söldner im Gegensatz zum Spieler, auch an Gift sterben können. Dem Spieler bleibt bei einer Vergiftung immer ein Lebenspunkt übrig.
Die KI der Söldner ist fehlerhaft: so bleiben die Söldner an diversen Hindernissen hängen und kämpfen einfach gegen das ihnen nächste Monster, auch wenn dieses von einem anderen Monster immer wieder herbeigerufen werden kann oder immun gegen den Angriff des Söldners ist. Ein besonders ärgerliches „Feature“ ist die Fähigkeit, zufällig Türen zu öffnen. Zauber, die den Schaden reflektieren, werden komplett ignoriert, so dass sich Söldner hier oft selbst ins Verderben stürzen (allerdings wirken die Gegner ab Version 1.13 keine derartigen Zauber mehr).
Auch ein Söldner steigt mit der Zeit in höhere Stufen auf, wobei er hierbei einer völlig anderen Formel folgt, als der Hauptcharakter. Seine Statuswerte werden automatisch pro Aufstieg verbessert und auch seine Widerstände gegen Elementarangriffe verbessern sich. Der Söldner kann niemals eine höhere Stufe als der Spieler haben, außer wenn er gerade angeheuert wurde. Es kann stets nur ein einzelner Söldner zur selben Zeit mitgeführt werden.

## Entwicklung
Die Entwicklung war chaotisch und folgte keinem klaren Designdokument. Sie nahm dadurch deutlich mehr Zeit in Anspruch als veranschlagt war.

## Mehrspieler-Modus
Das Spiel verfügt über insgesamt drei Mehrspieler-Modi. Ein lokales TCP/IP-Spiel sowie das offene und das geschlossene Battle.net. Allen Versionen gemeinsam ist, dass bis zu acht Spieler miteinander (oder theoretisch auch gegeneinander) das Spiel bestreiten. Die Fähigkeiten und die Lebenspunkte der Monster passen sich hierbei der Zahl der Spieler an; ebenso die beim Töten eines Monsters erhaltenen Erfahrungspunkte. Die Spieler können sich zu einer Gruppe, genannt Party, zusammenschließen, wodurch sie die Erfahrungspunkte teilen und auch einige Zauber (etwa die Auren der Paladine oder die Kampfschreie der Barbaren) auf alle Charaktere wirken.

### Offenes oder geschlossenes Battle.net
Die beiden Spielvarianten des Battle.net laufen über zentrale Server im Internet. Beim offenen Battle.net sind diese nur für die Spielvermittlung zuständig; alles Weitere bleibt wie beim lokalen Netzwerkspiel auf den Rechnern der Teilnehmer.
Im geschlossenen Battle.net werden die Spiele komplett auf den zentralen Servern erstellt, dort werden auch die Charaktere abgespeichert. Dies erschwert Betrug durch manipulierte Spielversionen oder Charakterdaten, was insbesondere für die Ranglisten erforderlich ist. Diverse sehr mächtige Gegenstände sind nur hier verfügbar. Im geschlossenen Battle.net stehen darüber hinaus zwei kombinierbare Zusatzfunktionen zur Verfügung, durch die zum einen eine Rangliste der Charaktere erstellt wird (Ladder-Modus), zum anderen können Charaktere erstellt werden, die, wenn sie einmal sterben, nicht wiederbelebt werden können (Hardcore-Modus). Die Teilnahme an diesen Zusatzfunktionen ist optional, muss aber bei der Erstellung des Charakters festgelegt werden. Ein Zusammenspiel mit in anderen Modi angelegten Charakteren ist nicht möglich, allerdings wird die Rangliste in unregelmäßigen Abständen (seit 2012 etwa alle sechs Monate) neu gestartet und bestehende Charaktere fallen aus dieser heraus.

### Cheats und Betrügereien
Ein großes Problem von Diablo II sind Betrügereien aller Art. Hierbei nutzen die Cheater unter anderem aus, dass sich weite Teile des Spiels auf dem lokalen PC befinden, die in Mehrspielerspielen eigentlich auf dem Server gespeichert werden müssten. Die dadurch möglichen Modifikationen werden allerdings mit Accountlöschungen und bei mehrfachem Verstoß sogar dauerhaften Sperrungen des CD-Keys bestraft. Nach einer solchen Sperre ist der Account auf die Nutzung des Einzelspielermodus beschränkt.
Oftmals werden Gegenstände durch künstlich herbeigeführte Serverabstürze illegal dupliziert. Die seit Patch 1.10 eingeführte eindeutige Item-ID in Kombination mit einem Dupescanner verhindern allerdings oft, dass diese Gegenstände von langer Dauer sind. Auch wurden auf diese Art in der Zeit von 2001 bis 2002 (Patches 1.08–1.09) teilweise Gegenstände erst „erfunden“, die nie im Spiel erscheinen sollten. Ein prominentes Beispiel dafür ist der Bug Belt, ein Gürtel mit unmöglichen Eigenschaften, welcher weiterhin im Battle.net existiert und dupliziert wird.
Die bislang größte Sperrung betraf am 11. November 2008 mindestens 350.000 Accounts aus Diablo 2 und StarCraft und sorgte für große Aufregung in der Szene, da einige der Ansicht waren, dass Blizzard auch viele Unschuldige gesperrt hat. Bei dieser größten Bannwelle des Jahres zeigte Blizzard selbst bei Tools von offiziellen Fanseiten keine Gnade, die bereits seit vielen Jahren geduldet wurden.

## Speziallevel
Neben der eigentlichen Handlung gibt es im Spiel zwei Speziallevel, die nicht Teil der eigentlichen Handlung sind. Dies ist zum einen das sogenannte Kuhlevel, ein Easteregg. Unter den Voraussetzungen das Spiel in einem Schwierigkeitsgrad durchgespielt, ein spezielles Item eingesammelt und auf besondere Weise verwandt zu haben, kann man in einen Bereich gelangen, in dem es von hellebardenschwingenden Kühen wimmelt.
Mit dem Patch 1.11 kam zudem in der Erweiterung das sogenannte Über-Tristram oder auch Hellfire-Quest hinzu. In diesem kann der Spieler einen sehr starken Zauber gewinnen, der unter anderem sämtliche Fertigkeiten einer zufälligen Charakterklasse um drei Punkte verbessert. Um dorthin zu gelangen, muss man von drei Quest-Gegnern jeweils drei spezielle Schlüssel bekommen, durch welche sich dann Portale zu einem von drei Monstern, die besonders starke Versionen der Monster Izual, Andariel (hier Lilith) und Duriel sind, öffnen lassen. Von jedem dieser drei bekommt man ein Körperteil von einem der drei Brüder. Hat man alle drei zusammen, lässt sich ein weiteres Portal öffnen. Dieses führt zu einer Variante der Welt von Tristram, wo sich die drei Brüder als verstärkte Versionen verschanzt haben. Diese zu besiegen, fällt selbst den stärksten Charakteren schwer, ist aber mit allen sieben Charakterklassen auch alleine schaffbar.
Während das Kuhlevel online wie auch offline erreichbar ist, kann das Hellfire-Quest nur im geschlossenen Battle.net gespielt werden.

## Rezeption
Die Schauplätze, Spezialeffekte und Animationen seien sehenswert. Das Spielprinzip sei schlicht. Das Spiel sei im Vergleich zum Vorgänger grundlegend verbessert. Die gute Spielbarkeit wurde beibehalten. Videosequenzen, neue Zaubersprüche sowie zahlreiche neue Waffen und Gegner werten das im Umfang erweiterte Spiel deutlich auf. Nebelschwaden oder Nicht-Spieler-Charaktere mit Eigenleben wurden angekündigt, aber letztendlich nicht verwirklicht. Eine tiefergehende Story sei nicht vorhanden. Die Spieldauer in der Kampagne sei vergleichbar kurz. Der Mehrspielermodus sei exzellent. Spielerisch sei Diablo 2 herausragend, technisch war es zum Zeitpunkt der Veröffentlichung bereits stark veraltet. Die Geräuschkulisse sei atmosphärisch. Diablo 2 sei durch seine Battle.net Integration einer der Wegbereiter für moderne Online-Multiplayer-Spiele.
Das Spiel war ein kommerzieller Erfolg. Es erhielt zunächst den Gold-Award für 100.000 abverkaufte Spiele in Deutschland, Österreich und in der Schweiz und später den Platin-Award für 200.000 Verkäufe in der D-A-CH-Region des VUD. Wenig später erhielt es Doppel-Platin-Status für 400.000 verkaufte Einheiten. Zusammen mit dem Vorgänger verkaufte es sich insgesamt 18,5 Millionen Mal. Als verkaufsstärkstes Spiel seiner Zeit erhielt es einen Eintrag im Guinness-Buch der Rekorde.

### Auszeichnungen
- 2001: Interactive Achievement Awards[18]
  - Spiel des Jahres
  - PC-Spiel des Jahres
  - bestes PC Rollenspiel
- 2001: Game Developers Choice Awards[19]
  - Excellence in Audio

## Lord of Destruction (Add-on)
Lord of Destruction (abgekürzt LoD; dt.: Herr der Zerstörung) ist die 2001 erschienene offizielle Erweiterung zu Diablo II aus dem Hause Blizzard Entertainment.
Mit der Erweiterung wird die Spielwelt um einen Abschnitt (Akt) erweitert, der die Geschichte des Spiels ergänzt und neue Aufgaben bietet. Des Weiteren werden zwei neue Spielercharaktere und eine Vielzahl neuer Gegenstände und Gegenstandsklassen eingeführt. Für diese hat der Spieler nun auch mehr Platz, da seine persönliche Schatzkiste vergrößert wird. Er kann nun außerdem eine Reservewaffe bei sich tragen, die er bei Bedarf gegen diejenige austauscht, mit der er gerade kämpft. In LoD besteht die Möglichkeit, eine höhere Bildauflösung (800 × 600 statt 640 × 480 Pixel) zu wählen.

### Charakterklassen
Neben den fünf althergebrachten Charakterklassen aus Diablo II Classic stehen mit der Erweiterung Lord of Destruction zwei gänzlich neue zur Auswahl.
- Die Assassine kann sich in drei Richtungen ausbilden. Wenn sie den Weg der „Kampfkünste“ einschlägt, erlernt sie die ihr eigenen Nahkampftechniken, die in einer geschickten Aufeinanderfolge von Ladung und Entladung ihren spektakulären Ausdruck finden. Hierbei kommt häufig die der Assassine vorbehaltene Waffengattung „Klaue“ zum Einsatz, von denen sie zwei gleichzeitig führen kann (etwa Katare und andere Faustdolche). Eine in „Schattendisziplinen“ bewanderte Assassine beherrscht psychokinetische Kräfte, mit denen sie ihre eigenen körperlichen Fähigkeiten erweitert oder ihre Feinde täuschen und manipulieren kann. Drittens kann sie die Kunst der Fallenlegung erlernen. Diese nicht magischen, sondern mechanischen Hilfsmittel, die sie teils hinterhältig, teils offen anwendet, können ihr im Kampf viel nutzen.

- Der Druide hat die Gabe der Gestaltwandlung. Als Werwolf oder Werbär stehen ihm die besonderen Fertigkeiten dieser Tiere zur Verfügung. Allerdings gibt er für die Dauer einer Verwandlung seine menschliche Gestalt auf. Er versteht sich darauf, Tiere oder Tiergeister zu beschwören, die ihm im Kampf gegen das Böse wertvolle Dienste leisten, und die Kräfte der Natur zu mächtigen Elementarzaubern zu bündeln, die durch Feuer, Eis und Wind seinen Gegnern zusetzen.

### Fünfter Akt
Die Handlung des Spiels wird mit der Erweiterung um einen fünften Akt erweitert.
Nachdem der Held aus der Chaos-Kathedrale zurückgekehrt ist, eröffnet einem Tyrael in der Festung des Wahnsinns, dass Baal mit seinem Seelenstein entkommen und zum Berg Arreat aufgebrochen ist, in dem sich der Weltenstein verbirgt, den Baal für seine eigenen Zwecke missbrauchen will. Er schafft für den Spieler ein Portal, das in die Barbarenstadt Harrogath am Fuße des Berges Arreat führt. Baal ist mittlerweile angekommen, hat seine eigene Metamorphose zum Fürsten der Vernichtung durchlaufen und ist mit seinen Schergen in den Weltensteinturm eingedrungen.
Als der Held in der Stadt der Barbaren ankommt, wird er von Larzuk, deren Anführer, gebeten, die Belagerung durch Baals Horden zu durchbrechen und Shenk, den Hauptmann der Monster vor den Toren Harrogaths, zu töten. Nachdem man sich durch das Retten von gefangenen Barbaren und Anya, die in einem Eisblock gefangen war, auch hier unter den Barbaren Respekt verschafft hat, muss eine Verschwörung aufgedeckt werden. Anya erzählt dem Spieler, dass Nihlathak, der sich als Totenbeschwörer entpuppt, für ihre Gefangennahme verantwortlich war und offenbar im Gegenzug von Baal entlohnt werden sollte. Man erfährt schließlich, dass Baal mit Hilfe eines Artefakts den Tempel betreten konnte. Ohne dieses Artefakt muss man aber, um Zutritt zu erhalten, die drei Urahnen der Barbaren auf dem Gipfel des Berges besiegen. Nachdem man diesen Initiationsritus erfolgreich absolviert hat, kann der Spieler endlich den Berg betreten. Hier trifft man am Ende auf Baal selbst, der durch seine Leibgarde (Elite-Versionen der Monster aus den ersten vier Akten) bewacht wird. Sind diese besiegt, betritt man zuletzt die Weltensteinkammer und kämpft gegen Baal.
Ist Baal besiegt, erscheint wieder der Erzengel Tyrael und enthüllt dem Helden, dass die Seelensteine nur Splitter des großen Weltensteins sind. Baal hat aber durch seine Handlungen den Weltenstein selbst korrumpiert, und dieser müsse nun zerstört werden. Tyrael deutet an, dass die Zerstörung des Weltensteins weitreichende Konsequenzen haben wird, die aber noch nicht abzusehen sind. Nachdem der Held die Weltensteinkammer verlassen hat, schleudert Tyrael sein Schwert gegen den Weltenstein, der so gesprengt wird, damit er nicht weiter missbraucht werden kann. Damit endet das Spiel.

### Neue Gegenstände
Mit der Erweiterung wird der Fundus an Gegenständen im Spiel weiter vergrößert. Neu ist zunächst eine dritte Mächtigkeitsstufe der Gegenstände, genannt Elite. Diese sind gegenüber Exceptional-Gegenständen nochmals deutlich mächtiger. Zusätzlich zu den bekannten Edelsteinen gibt es jetzt die Möglichkeit, gesockelte Gegenstände mittels Juwelen und Runen zu verbessern.
Die Juwelen haben zufällige magische Fähigkeiten, welche auf einen Gegenstand übergehen, wenn man diesen mit einem Juwel verziert. Auch von diesen gibt es magische und seltene Versionen; seit Patch 1.10 zudem insgesamt acht einzigartige.
Die 33 Runen sind der komplizierteste Teil der neuen Möglichkeiten. Diese teilweise extrem seltenen Gegenstände können einen gesockelten Gegenstand ähnlich der Juwelen und Edelsteine verbessern. Schon alleine sind diese sehr mächtig, so gibt es Exemplare, die einen Gegenstand unzerstörbar machen, die Verteidigung des Gegners ignorieren oder diesen erstarren lassen. Zudem ist es möglich, aus mehreren Runen ein sogenanntes Runenwort zu bilden, das eine extrem mächtige Verbesserung bedeutet. Gerade diese Runenworte sind jedoch für Betrug sehr anfällig. Zwar sind die erforderlichen Runen oftmals extrem selten, dennoch werden die entsprechenden Verbesserungen von sehr vielen Charakteren getragen.
Ein Beispiel hierfür ist Enigma (dt. Rätsel), das sich aus den Runen Jah, Ith und Ber zusammensetzt. Dieses verbessert die Verteidigung, erhöht die Fertigkeiten und einige andere wichtige Eigenschaften und bietet dem Charakter die Möglichkeit, sich zu teleportieren, statt zu laufen; eine Fähigkeit, die sonst nur Zauberinnen besitzen. Ähnliches gilt für Infinity (dt. Unendlichkeit), bestehend aus Ber, Mal, Ber und Ist. Dies erzeugt eine Aura, die sonst nur Paladine besitzen und die den Gegner massiv schwächt. Die hierfür erforderlichen Runen sind extrem selten, dennoch tragen viele Charaktere eine entsprechende Waffe. Dies liegt unter anderem daran, dass es durch Betrügereien möglich ist, die Runen beliebig oft „herzustellen“ (siehe den Abschnitt Cheats und Betrügereien).
Ebenfalls neu sind die Zauber, welche jeder Charakter in seinem Inventar mit sich umhertragen kann. Jeder Zauber wirkt schon beim Tragen und muss nicht gesockelt oder ähnlich vorbehandelt werden. So gibt es beispielsweise Zauber, welche die Lebensenergie erhöhen, die Fertigkeitsstufen erhöhen oder dem Charakter mehr Stärke verleihen.
Es gibt drei Größen von Zaubern: kleine Zauber (nehmen ein Feld im Inventar ein), große Zauber (zwei Felder) und Riesenzauber (drei Felder). Zauber sind bis auf drei Ausnahmen immer magisch (blau). Diese Ausnahmen sind der spezielle Riesenzauber Gheeds Glück, welcher wie jedes andere Unique bei gewöhnlichen Monstern gefunden werden kann, der große Zauber „Höllenfeuerfackel“, welcher als Belohnung des Hellfire-Quests gefunden werden kann, und der kleine Zauber Vernichtikus, welcher dem Bezwinger des „Über-Diablo“ im World Event als Belohnung winkt.

### Söldner
Wie auch schon in der Classic-Version (Diablo II ohne Erweiterung) kann der Spieler maximal von einem Söldner (Mercenary) begleitet werden. Eine Neuerung der Erweiterung besteht darin, dass in Akt V ein vierter Söldner-Typ (Barbar) erhältlich ist.
Söldner sind in LoD heilbar, lassen sich mit Waffe, Rüstung, Helm und teilweise einem Schild ausrüsten und bleiben bei einem Aktwechsel nun erhalten.
Außerdem kann man sie im Falle ihres Todes gegen eine Goldzahlung wiederbeleben, deren Betrag vom Söldnerlevel abhängt. Die Obergrenze liegt bei 50.000 Goldstücken – da man beim Verkauf eines nutzlosen Gegenstands bis zu 35.000 Gold erhalten kann, ist diese Summe gut bezahlbar.
In früheren Patches musste man einen Söldner aus dem Schwierigkeitsgrad Normal bei einem Level zwischen 10 und 20 einkaufen und mühsam hochspielen, damit er später seine volle Stärke erreichen konnte. Vor einigen Jahren wurde dies allerdings geändert, so dass man immer Söldner angeboten bekommt, die maximal 2–3 Level niedriger als der Spielercharakter sind. Der Söldner erhält nur Erfahrung durch die vom Spieler oder ihm selbst getötete Monster. Da er allerdings weniger Erfahrung braucht als der Spieler, levelt er fast gleich schnell wie dieser.
Der mit großem Abstand beliebteste Söldner stammt aus dem zweiten Akt. Es ist ein Paladin, der dem Spieler mit Auren das Leben erleichtern kann. Die Einteilung Offensiv, Defensiv und Kampf gibt abhängig vom Schwierigkeitsgrad Auskunft über seine Aura. Kauft man z. B. einen offensiven Söldner in Akt 2 Alptraum, so hat er die schadensverstärkende Aura Macht. Söldner aus dem Schwierigkeitsgrad Normal sind etwas stärker als ihre Kollegen aus Hölle. Mit dem Level des Söldners steigt auch sein Aura-Level.

### Rezeption
Der Spielumfang rechtfertige nicht den Anschaffungspreis. Neuerungen wie die höhere Bildschirmauflösung wären schon im Hauptprogramm wünschenswert gewesen. Die beiden neuen Charakterklassen spielen sich hingegen neu und fügen sich auch gut in das bestehende Repertoire an Helden ein. Die zahlreichen neuen Gegenstände seien an die Charakterklassen gut angepasst. Jede Ausrüstung sei brauchbar oder erziele einen fairen Preis beim Verkauf. Der Umfang sei mit nur einem neuen Akt und zwei neuen Charakteren gering, dennoch beschwere das Addon fesselndes Gameplay. Die Rate, mit der Gegenstände erscheinen sei zu niedrig.

## Langzeitpflege
Diablo II wurde bis 2016 in unregelmäßigen Abständen mit Patches versorgt. Der lange Unterstützungszeitraum gilt als ungewöhnlich in der Branche.
Nach der Ankündigung eines weiteren Patches im März 2009, wurde die Veröffentlichung mehrfach verschoben. Vorgesehen war während der Entwicklung unter anderem eine 10*12 Felder große Schatzkiste, diese Änderung wurde allerdings wieder rückgängig gemacht. Die aktuelle Truhe ist mit 6*8 weniger als halb so groß. 1.13 war der erste Patch, der zuvor drei Monate lang auf einem öffentlichen Testrealm gespielt werden konnte. Dies gab Blizzard die Möglichkeit, von den Spielern gefundene Fehler an den Änderungen zu beheben und noch weitere, häufig gewünschte Änderungen einzubauen. Patch 1.13 vom 23. März 2010 behob einige Programmfehler und brachte zahlreiche Balance-Änderungen. Außerdem ist es seitdem möglich, Status- und Fertigkeitenpunkte neu zu vergeben.
Am 27. Oktober 2011, über zehn Jahre nach der Erstveröffentlichung, gab Blizzard Patch 1.13d heraus. Die originale CD-Version funktionierte auch unter Windows 95/98/Me/NT4SP5, die später über Battle.net verfügbare Version erfordert aber mindestens Windows 2000/XP. Am 11. März 2016 kam mit Patch 1.14a erneut ein Update heraus mit welchem Diablo 2 unter anderem Windows-10-tauglich gemacht wurde. Der einige Tage später veröffentlichte Patch 1.14b behob diverse durch den vorherigen Patch verursachte Probleme, welche hauptsächlich die Framerate und Abstürze auf Mac-Clients betrafen. Am 17. Mai 2016 folgte der Patch 1.14c und behob weitere Fehler. Mit dem anschließend im Juni 2016 veröffentlichten Patch 1.14d wurde ein System zum besseren Behandeln von Fehler- und Absturzmeldungen implementiert.
2015 wurde eine inoffizielle Portierung für das auf der ARM-Architektur basierende Pandora-Handheld verfügbar, erstellt durch statische Rekompilation und Reverse engineering der originalen x86-Version.

## Modifikationen
Das Spiel erfreut sich stetiger Beliebtheit und wird von vielen Menschen weltweit gespielt. Manche passen das Spiel ihren Wünschen und Bedürfnissen an (modifizieren). Seit Patch 1.10 veröffentlicht wurde, ist es sehr einfach, sogenannte Mods zu entwickeln. Viele dieser Mods sind jedoch noch für Patch 1.10, da es umständlich ist, größtenteils fertige Modifikationen auf die darauf folgenden Patches umzustellen. Inzwischen haben sich Gemeinschaften gebildet, die sich speziell auf das Modden spezialisiert haben. Zusätzlich wurde mit D2SE ein Programm erstellt, das mehrere Mods verwaltet.
Modifikationen von deutschen Entwicklern sind:
- Snej-Mod
- Reign of Shadow
- Sanctus Mod
- Chaos Empire
- Johnnys Mod (neue Animationen und Fertigkeiten)
- WalhallaMod
- Nobbie's "1.10 LoD Classic Style MOD"

Modifikationen von internationalen Entwicklern sind:
- Eastern Sun
- Seven Lances
- Median 2008 / XL
- Zy-El: Trial by Fire
- Hell Unleashed